# Gamvik
Gammvik là một đô thị hạt Finnmark, Na Uy. Trung tâm hành chính của đô thị này là làng Mehamn. Các đô thị của Gamvik đã được tách khỏi Tana ngày 1 tháng 7 năm 1913.
Đô thị này bao gồm nửa phía đông của bán đảo Nordkinn. Kinnarodden là điểm cực bắc của lục địa châu Âu (mũi Bắc là đảo Magerøya). Hầu hết mọi người sống ở làng Mehamn (khoảng 700 người), trong đó có một sân bay, sân bay Mehamn, và cũng có một cảng neo đậu của các tàu thuyền ven biển hurtigruten. Gamvik và Skjånes là hai làng khác trong hạt. Các ngọn hải đăng Slettnes gần làng Gamvik là ngọn hải đăng cực bắc trên đất liền của châu Âu.